# Sixten Heymans pris
Sixten Heymans pris är ett litterärt och vetenskapligt pris på 325 000 kronor (2019) som delas ut vart tredje år. Vart sjätte år går det till en skönlitterär författare och vart sjätte år till en naturvetenskaplig forskare. Priset delas ut av Göteborgs universitet och har utdelats sedan den 21 april 1938.
Sixten Heymans pris instiftades genom en donation från Göteborgsföretagaren Sixten Heyman på 1920-talet.

## Pristagare
- 1938 – Olle Hedberg
- 1941 – Lennart von Post
- 1944 – Eyvind Johnson
- 1947 – Börje Kullenberg
- 1950 – Tage Aurell
- 1953 – Yngve Öhman
- 1956 – Peder Sjögren
- 1959 – Jerker Porath
- 1962 – Åke Wassing
- 1965 – Einar Stenhagen
- 1968 – Birgitta Trotzig
- 1971 – Kai Siegbahn
- 1974 – Sven Delblanc
- 1977 – Olof Rydbeck
- 1980 – Hans O. Granlid
- 1983 – Frans Wickman
- 1986 – Sun Axelsson
- 1989 – Bo G. Malmström
- 1992 – Kerstin Ekman
- 1995 – Bengt Gustafsson
- 1998 – Sara Lidman
- 2001 – Christina Moberg
- 2004 – Per Gunnar Evander
- 2007 – Marek Abramowicz
- 2010 – Klas Östergren
- 2013 – Erik Sturkell
- 2016 – Ninni Holmqvist
- 2019 – Ilona Riipinen[3]
- 2022 – Pija Lindenbaum[4]

### Fotnoter
1. ↑  Göteborgsbilder 1850–1950, red. Harald Lignell, Björn Harald, Axel Möndell, Doug. Wallhäll, Bokförlaget Nordisk Litteratur, Göteborg 1952, s. 480
2. 1 2  ”Sixten Heymans pris”. Göteborgs universitet. http://gu.se/omuniversitetet/aktuellt/nyheter/nyheterdetalj//Klas_Ostergren_mottagare_av_Sixten_Heymans_pris_2010.cid919746. Läst 9 juni 2012.[död länk]
3. ↑  Elmäng, Carina. ”Sixten Heymans pris till forskning om den osynliga, livsviktiga luften”. Göteborgs universitet. Arkiverad från originalet den 6 november 2019. https://web.archive.org/web/20191106112053/https://www.gu.se/omuniversitetet/aktuellt/nyheter/detalj//sixten-heymans-pris-till-forskning-om-den-osynliga--livsviktiga-luften.cid1619955. Läst 6 november 2019.
4. ↑  ”Pris till Pija Lindenbaum”. Sydsvenskan. 6 april 2022.